# Tallinna JK
Maillots
Le Tallinna Jalgpalliklubi est un club estonien de football fondé en 1921 et disparu en 2008, basé à Tallinn.

## Palmarès
- Championnat d'Estonie
  - Champion : 1926 et 1928
  - Vice-champion : 1921, 1927, 1929, 1935 et 1939

- Coupe d'Estonie
  - Vainqueur : 1939 et 1940
  - Finaliste : 1938